# Contador proporcional a gás
Um Contador proporcional a gás é, tal como o contador Geiger-Müller, um detector a ionização de gás mas funcionando com uma tensão eléctrica inferior ; assim, e em vez de estar em saturação - cada chegada de fotão ou partícula provoca uma faísca - utiliza-se um regime linear : a intensidade do arco eléctrico criado é proporcional à energia do fotão, daí o nome do detector.
O contador proporcional a gás é composto das seguintes partes :
- um reservatório metálica com uma janela estanque ao ar mas transparente à radiação e cheia de gás nobre
- um filamento (fio de ferro) que passa pelo centro do reservatório
- um gerador e regulador de alta tensão que cria uma alta tensão entre o reservatório e o filamento
- uma cadeia electrónica de amplificação, de filtragem e contagem

Neste contador é essencial a composição e a pressão da mistura que compõe o gás que constitui o volume activo do reservatório. Porque é fundamental a formação da avalanche devem evitar-se gases electroneutros que removem os electões. como o oxigénio ; assim tem que se excluir o ar. Além disso, para se obter maior eficiência é preferível usar-se um gás com um alto número atómico e alta densidade, logo pressão. É por esta razão que geralmente se usa o argão, mas para uma eficiência superior, se bem que muito mais caro, emprega-se então o crípton (criptônio),